# George Trapp
George Trapp (Detroit, Míchigan, 11 de julio de 1948-ibídem, 21 de enero de 2002) fue un jugador de baloncesto estadounidense que jugó 6 temporadas en la NBA, además de hacerlo en la AABA y en la francesa. Con 2,03 metros de altura, jugaba en la posición de ala-pívot.

## Trayectoria deportiva

### Universidad
Tras jugar dos años en el pequeño Community College de Pasadena, jugó durante dos temporadas con los 49ers de la Universidad Estatal de California, Long Beach, en las que promedió 17,5 puntos y 9,1 rebotes por partido. Fue elegido en ambas temporadas como mejor jugador de la Pacific Coast Athletic Association.

### Profesional
Fue elegido en la quinta posición del Draft de la NBA de 1971 por Atlanta Hawks, donde jugó durante dos temporadas, siendo la mejor la 1972-73, en la que promedió 11,3 puntos y 5,9 rebotes por partido.
Nada más finalizar esa temporada, fue traspasado a Detroit Pistons a cambio de una futura primera ronda del draft. En su primer año promedió 9,3 puntos y casi 4 rebotes por partido, siendo en ocasiones titular, destacando los 22 puntos que anotó contra Chicago Bulls en el cuarto partido del playoff. Jugó tres temporadas más con los Pistons, hasta que fue cortado en 1977.
Posteriormente jugó 6 partidos con los Rochester Zeniths de la efímera liga AABA para acabar su carrera en 1979 en el Nice BC de la francesa, promediando ese año 23,5 puntos por partido.

## Estadísticas de su carrera en la NBA

### Temporada regular
| Temporada | Edad | Equipo          | Liga | P   | TIT | MIN  | TC  | TCA  | %TC  | 3P | 3PA | %3P | TL  | TLA | %TL  | R.OF. | R.DEF. | REB | ASIS | ROB | TAP | PER | FP  | PTS  |
| 1971-72   | 23   | Atlanta Hawks   | NBA  | 60  |     | 14.8 | 2.4 | 6.5  | .371 |    |     |     | 1.8 | 2.3 | .755 |       |        | 3.1 | 0.9  |     |     |     | 2.4 | 6.6  |
| 1972-73   | 24   | Atlanta Hawks   | NBA  | 77  |     | 24.1 | 4.7 | 10.7 | .436 |    |     |     | 1.9 | 2.5 | .773 |       |        | 5.9 | 1.6  |     |     |     | 3.6 | 11.3 |
| 1973-74   | 25   | Detroit Pistons | NBA  | 82  |     | 18.2 | 4.1 | 8.5  | .481 |    |     |     | 1.2 | 1.6 | .739 | 1.2   | 2.6    | 3.8 | 1.0  | 0.6 | 0.4 |     | 2.8 | 9.3  |
| 1974-75   | 26   | Detroit Pistons | NBA  | 78  |     | 18.9 | 3.7 | 8.4  | .442 |    |     |     | 1.3 | 1.7 | .756 | 0.9   | 2.6    | 3.5 | 0.8  | 0.5 | 0.2 |     | 2.7 | 8.7  |
| 1975-76   | 27   | Detroit Pistons | NBA  | 76  |     | 14.4 | 3.7 | 7.9  | .462 |    |     |     | 0.8 | 1.2 | .716 | 1.0   | 2.0    | 3.0 | 0.7  | 0.4 | 0.3 |     | 2.2 | 8.1  |
| 1976-77   | 28   | Detroit Pistons | NBA  | 6   |     | 11.3 | 2.5 | 4.8  | .517 |    |     |     | 0.5 | 0.7 | .750 | 0.7   | 1.0    | 1.7 | 0.5  | 0.0 | 0.2 |     | 2.2 | 5.5  |
| Total     |      |                 | NBA  | 379 |     | 18.1 | 3.7 | 8.4  | .444 |    |     |     | 1.4 | 1.8 | .752 | 1.0   | 2.4    | 3.9 | 1.0  | 0.5 | 0.3 |     | 2.7 | 8.8  |

### Playoffs
| Temporada | Edad | Equipo          | Liga | P  | MIN | TCA | TC  | 3PA | 3P | TLA | TL | R.OF. | REB | ASIS | ROB | TAP | PER | FP | PTS | %TC  | %3P | %FT   | MIN  | PTS  | REB | AST |
| 1971-72   | 23   | Atlanta Hawks   | NBA  | 6  | 66  | 19  | 44  |     |    | 3   | 8  |       | 18  | 5    |     |     |     | 13 | 41  | .432 |     | .375  | 11.0 | 6.8  | 3.0 | 0.8 |
| 1972-73   | 24   | Atlanta Hawks   | NBA  | 6  | 99  | 11  | 32  |     |    | 3   | 5  |       | 21  | 3    |     |     |     | 21 | 25  | .344 |     | .600  | 16.5 | 4.2  | 3.5 | 0.5 |
| 1973-74   | 25   | Detroit Pistons | NBA  | 7  | 119 | 30  | 51  |     |    | 2   | 2  | 4     | 22  | 2    | 0   | 5   |     | 23 | 62  | .588 |     | 1.000 | 17.0 | 8.9  | 3.1 | 0.3 |
| 1974-75   | 26   | Detroit Pistons | NBA  | 3  | 81  | 18  | 33  |     |    | 5   | 7  | 5     | 22  | 4    | 0   | 0   |     | 6  | 41  | .545 |     | .714  | 27.0 | 13.7 | 7.3 | 1.3 |
| 1975-76   | 27   | Detroit Pistons | NBA  | 9  | 153 | 37  | 89  |     |    | 15  | 18 | 12    | 35  | 9    | 4   | 4   |     | 26 | 89  | .416 |     | .833  | 17.0 | 9.9  | 3.9 | 1.0 |
| Total     |      |                 | NBA  | 31 | 518 | 115 | 249 |     |    | 28  | 40 | 21    | 118 | 23   | 4   | 9   |     | 89 | 258 | .462 |     | .700  | 16.7 | 8.3  | 3.8 | 0.7 |

## Fallecimiento
El 9 de enero de 2002 Trapp se vio envuelto en una pelea con un amigo suyo, después de haber estado bebiendo, y recibió una puñalada en el estómago. Falleció 12 días después, a los 53 años de edad.